# Birgitte Rahbek
Birgitte Rahbek Pedersen (født september 1944) er en dansk kultursociolog og specialist i Mellemøsten. Hun har udgivet en række bøger, der vedrører mellemøstlige forhold.

## Uddannelse
Birgitte Rahbek har en tresproglig korrespondenteksamen (engelsk, tysk og fransk) fra Århus Handelshøjskole, et bifag i fransk fra Københavns Universitet, studier i political science, historie, sociologi og antropologi på Det Amerikanske Universitet i Beirut, en magistergrad i kultursociologi fra Københavns Universitet med konferens om arabiske kvindekår (senere udkommet som bog af samme navn i 1982) samt en licentiatgrad (ph.d.) i pædagogik fra Danmarks Lærerhøjskole (nu Danmarks institut for Pædagogik og Uddannelse) om de sociokulturelle, pædagogiske og psykologiske aspekter ved indvandrerundervisning, med afhandlingen Børn mellem 2 kulturer (udgivet som bog i 1987). Endelig en fireårig uddannelse som psykoterapeut i 2003 fra Psykoterapeutisk Institut i København og en grunduddannelse i konfliktløsning ved Center for konfliktløsning.

## Karriereforløb
Efter bl.a. stillinger som stewardesse og sekretær var Birgitte Rahbek fra 1984 til 2007 ansat som programmedarbejder ved DR P1 og var fra 1998 til 2004 bl.a. redaktør af programmet Synsfeltet. Hun producerede ca. 250 Synsfelt-programmer om emner inden for sociologi, antropologi, politologi og jura samt temaprogrammer som Den menneskelige psyke i 10 afsnit (sammen med Lotte Ruby) og Traditionel konfliktløsning i 5 afsnit. Hun var tilrettelægger af programserien Den europæiske filosofis historie i 36 afsnit. I 2008 blev Rahbek tilknyttet Den2Radio og har desuden arbejdet som konfliktmægler og ekstern universitetslektor.

## Forfatterskab
I 1990 udsendte Rahbek bogen Treholt-sagen, en sag fra Den kolde krig, hvori hun skrev om nordmanden Arne Treholt som i 1985 var blevet idømt 20 års fængsel for højforræderi og spionage til fordel for Sovjetunionen (KGB) og Irak.
- Arabiske kvindekår (1982) Akademisk Forlag
- God, Bedre, Dansk? (sammen med Tove Skutnabb-Kangas) (1983)
- Børn mellem to kulturer (1987)
- Treholt-sagen. Hvem svigtede hvem? (1990)
- Henny Harald Hansen (1992)
- Når mennesket undrer sig (red., 1995)
- Tro og Skæbne i Jerusalem (1996)
- En stat for enhver pris – konflikten i Mellemøsten (2000)
- Democratisation in the Middle East. (2005) Århus Universitetsforlag